# MIPSel
MIPSel ist eine umgangssprachliche Bezeichnung für einen für Little Endian konfigurierten MIPS-Prozessor. Bei den meisten diskreten MIPS-Mikroprozessoren und MIPS-basierten SOCs kann die Byte-Reihenfolge über einen Pin des Gehäuses oder eine Konfigurationsbitstream unmittelbar nach einem Hardwarereset gewählt werden.  Bei einigen wenigen Prozessoren wurde durch den Hersteller die Byte-Reihenfolge fest vorgegeben.  Die meisten Hersteller von Systemen haben eine bevorzugte Byte-Reihenfolge und unterstützen nur diese.  Einige wenige Systeme können umkonfiguriert werden.  So unterstützen Systeme der RM-Serie von Siemens-Nixdorf Windows NT nur im Little Endian-Modus und das hauseigene UNIX Sinix nur im Big Endian-Modus.
Weiterhin haben die meisten Prozessoren seit dem MIPS R4000 die Option im User Mode mit der entgegengesetzten Byte-Reihenfolge des Kernel- bzw. Supervisormodus zu arbeiten. Dieses Feature wird aber nur von der veröffentlichten UNIX-Variante RISC/os der früheren Firma MIPS Computer Systems verwendet, da Softwareunterstützung sehr komplex und im Allgemeinen nicht als besonders nützlich betrachtet wird.
Auch bei der Bereitstellung von Softwarepaketen oder für Cross-Compiler wird bei der Namensgebung ein mipsel für Little Endian Systeme und ein mips für Big Endian Systeme eingefügt.  Da MIPS auch allgemein als die Bezeichnung der Architektur unabhängig von der Byte-Reihenfolge verwendet wird, wird manchmal MIPSeb als explizite Bezeichnung der big-endian Variante gewählt.

## Ursprung
Die C-Compiler von MIPS Computer Systems definieren die C-Präprozessorsymbole MIPSEB bzw. MIPSEL in verschiedenen Schreibweisen, um die durch Voreinstellung bzw. Optionen gewählte Architekturvariante anzuzeigen.